# Országos Érembiennálé
1977-től kétévenként megrendezésre kerülő országos tárlat.
Alapításának legfőbb célja az volt, hogy jöjjön létre a nemzetközi éremművészeti életben jelentős rangot kivívott hazai alkotók számára egy önálló, rendszeres, magyarországi bemutatkozási lehetőség. Itt minden páratlan évben a szakma és a nagyközönség elé tárhatják az éremművészet terén alkotott új munkáikat, közszemlére bocsáthatják a területen elért eredményeiket. Lehetőség nyílik a szakma képviselőinek a személyes találkozásra, megismerhetik egymás érmeit, folyamatosan figyelemmel kísérhetik, az új törekvéseket. A kiállítás a mai napig töretlenül magas színvonalon mutatja be a hazai képző- és iparművészek éremművészeti alkotásait.
A kiállítás ideje alatt, szintén a Lábasházban, az előző biennále fődíjasának önálló tárlata látható.
A díjazott művészek alkotásaiból minden biennálét követő (páros) évben csoportos kiállítás nyílik a Lábasházban.

## Alapítók
- Magyar Köztársaság Művészeti Alap
- Magyar Képzőművészek és Iparművészek Szövetsége
- Sopron Városi Tanács
- Liszt Ferenc Múzeum, Sopron

## Helyszín
Lábasház (Soproni Múzeum) Cím: 9400 Sopron, Orsolya tér 5.

## Látogatható
Minden páratlan évben a nyári hónapokban, június végétől augusztus elejéig.

## Részvétel
A kiállításra minden hazai hivatalosan elismert országos hatókörű művészeti szervezet (MAOE, MKISZ, FKSE, FISE) tagjai, ill. a felsőfokú művészeti iskolák hallgatói adhatnak be maximum 10-10 (2009 óta 8-8) éremoldalt. Az így beérkezett művek közül, neves művészek- és művészettörténészekből álló zsűri válogatja ki a kiállításra kerülő anyagot. Szintén ez a testület, kiegészülve a díjadományozók képviselőivel, szavaznak a díjak odaítéléséről.

## Díjak
A méltán nemzetközi hírű tárlat megnyitó ünnepségén kezdetektől fogva több (8-12) díjat adnak át. Ezek közül a két legjelentősebb elismerés, ami minden alkalommal átadásra került, és a mai napig a hazai éremművészek számára a – Ligeti Erika-díj mellett –, legrangosabb kitüntetés:
- Ferenczy Béni-díj
- Civitas Fidelissima-díj